# Крістіан Альбрехт фон Бензон

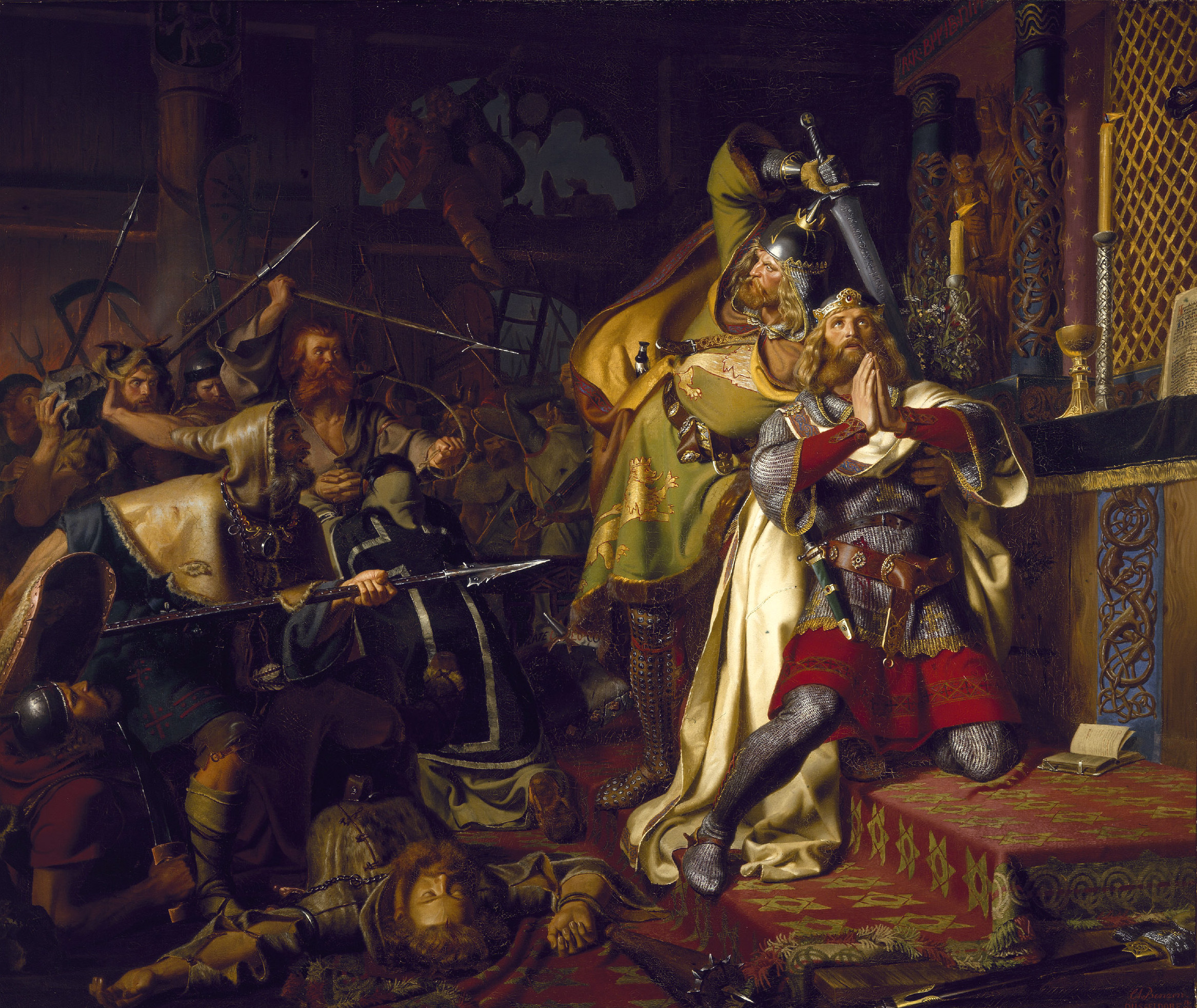
К. Бензон. «Смерть Святого Кнуда» (1843)

Крістіан Альбрехт фон Бензон (також Бенцон, дан. Christian Albrecht von Benzon; 11 липня 1816, Копенгаген — 3 вересня 1849, Париж) —  данський художник.